# Ньютон (округ, Арканзас)
Нью́тон (англ. Newton County) — округ в США, штате Арканзас. Официально образован 14 декабря 1842 года. По состоянию на 2010 год, численность населения составляла 8 330 человек. Получил своё название в честь американского политического деятеля Томаса Ньютона.

## География
По данным Бюро переписи США, общая площадь округа равняется 2 132 км², из которых 2 126 км² суша и 6 км² или 0,3 % это водоемы.

### Соседние округа
- Бун (Арканзас) — север
- Серси (Арканзас) — восток
- Поп (Арканзас) — юго-восток
- Джонсон (Арканзас) — юг
- Мадисон (Арканзас) — запад
- Карролл (Арканзас) — северо-запад

## Демография
По данным переписи населения 2000 года в округе проживает 8 608 жителей в составе 3 500 домашних хозяйств и 2 495 семей. Плотность населения составляет 4 человека на км². На территории округа насчитывается 4 316 жилых строений, при плотности застройки около 2-х строений на км². Расовый состав населения: белые — 99,29 %, афроамериканцы — 0,00 %, коренные американцы (индейцы) — 0,56 %, азиаты — 0,06 %, гавайцы — 0,00 %, представители других рас — 0,09 %, представители двух или более рас — 0,00 %. Испаноязычные составляли 0,00 % населения независимо от расы.
В составе 32,20 % из общего числа домашних хозяйств проживают дети в возрасте до 18 лет, 60,00 % домашних хозяйств представляют собой супружеские пары проживающие вместе, 7,70 % домашних хозяйств представляют собой одиноких женщин без супруга, 28,70 % домашних хозяйств не имеют отношения к семьям, 26,00 % домашних хозяйств состоят из одного человека, 10,90 % домашних хозяйств состоят из престарелых (65 лет и старше), проживающих в одиночестве. Средний размер домашнего хозяйства составляет 2,44 человека, и средний размер семьи 2,94 человека.
Возрастной состав округа: 24,90 % моложе 18 лет, 7,60 % от 18 до 24, 25,00 % от 25 до 44, 27,60 % от 45 до 64 и 14,80 % от 65 и старше. Средний возраст жителя округа 40 лет. На каждые 100 женщин приходится 102,30 мужчин. На каждые 100 женщин старше 18 лет приходится 98,60 мужчин.
Средний доход на домохозяйство в округе составлял 24 756 USD, на семью — 30 134 USD. Среднестатистический заработок мужчины был 22 406 USD против 17 654 USD для женщины. Доход на душу населения составлял 13 788 USD. Около 15,70 % семей и 20,40 % общего населения находились ниже черты бедности, в том числе — 27,80 % молодежи (тех кому ещё не исполнилось 18 лет) и 16,90 % тех кому было уже больше 65 лет.